# ناحیه راشت‌قلعه
راشت‌قلعه یکی از ناحیه‌های ولایت خودمختار کوهستان بدخشان است که در شرق جمهوری تاجیکستان قرار دارد.
مرکز آن روستای راشت‌قلعه است که در کنارهٔ رود شاخدره قرار دارد.
ناحیهٔ راشت‌قلعه شش جماعت دارد:
1. بَرواز
2. تَودیم
3. توسیان
4. میرشکر
5. راشت‌قلعه
6. سیژد

بزرگ‌ترین روستاهای راشت‌قلعه:
راشت‌قلعه •  برواز •  تودیم •  توسیان •  میرشکر •  سیژد
نقاط دیدنی:
دره شاخدره •  قله کارل مارکس •  دژ راشت‌قلعه • 